# イート・ブラガ!
『イート・ブラガ!』（英語: Eat Bulaga!）は、1995年から現在GMAネットワークで放送されているフィリピンのバラエティ番組。 1979年7月30日にRPNで初演され、TAPE Inc.によって制作された。
タイトルの意味は「食べる驚き」。フィリピンで最も長く続いている正午のバラエティーショー。

## 出演者
- ティト・ソット (1979年- )
- ヴィック・ソット (1979年- )
- ジョーイ・デ・レオン (1979年- )